# Зубівська сільська рада (Миргородський район)
Зубівська сільська рада — колишній орган місцевого самоврядування у Миргородському районі Полтавської області з центром у c. Зубівка.

## Населені пункти
Сільраді були підпорядковані населені пункти:
- c. Зубівка
- с. Руда